# Catonephele samaria
Catonephele samaria är en fjärilsart som beskrevs av William Chapman Hewitson 1852. Catonephele samaria ingår i släktet Catonephele och familjen praktfjärilar. Inga underarter finns listade i Catalogue of Life.